# Lubień Górny
Lubień Górny (deutsch Obernhagen) ist ein Dorf im Schulzenamt Lubień Dolny (Niederhagen) der Gemeinde Resko (Regenwalde) im Powiat Łobeski (Kreis Labes) der polnischen Woiwodschaft Westpommern.

## Geographische Lage
Der Kirchort liegt in Hinterpommern an der linken Seite der Rega, etwa neun Kilometer südöstlich der Stadt Regenwalde (Resko) und 16 Kilometer nordwestlich der Stadt Labes (Łobez).

## Geschichte

Obernhagen (Overhagen) und Niederhagen (Nedderhage) südöstlich der Stadt Regenwalde (Regenwolde) auf der Landkarte des Eilhard Lubinus von 1618 (Ausschnitt)

In der Ortschaft gab es um das Jahr 1780 eine Kirche, einen Prediger, einen Küster, acht Bauern, einen Kossäten und insgesamt 13 Haushaltungen (Feuerstellen). Mit Ausnahme eines Bauernhofs bildete das Dorf ein Allodialgut. Besitzer des Guts war um diese Zeit der Großgrundbesitzer Otto Friedrich Fürchtegott von Bonin auf Elvershagen. Der nicht zum Gut gehörende Bauernhof war ein Erbhof der Familie Borcke; um 1804 besaß ihn Ludwig Friedrich Christoph von Borcke. Der Ort hatte eine Schule, an der der Küster Unterricht erteilte.
Im Rahmen der seit 1811 vorgenommenen Regulierung der bäuerlichen und gutsherrlichen Verhältnisse wurden von dem Gut Obernhagen sechs Bauernhöfe abgetrennt und 1813 öffentlich zum Kauf angeboten. Im Zuge dieser Reform wurde die Ortschaft Obernhagen insgesamt in das Nachbardorf Niederhagen eingemeindet und dort dem Ortsteil Niederhagen B angegliedert. Infolge dieser Verwaltungsmaßnahme verlor Obernhagen den Charakter eines eigenständigen Dorfs und bildete fortan einen Wohnplatz der Dorfgemeinde Niederhagen.
Im Jahr 1840 kam das Gut Obernhagen, das 1828 den Status eines Ritterguts erhalten hatte, an Friedrich von Bülow, der es 1863 für 135.000 Taler an Otto  v. Grävenitz aus Neustrelitz verkaufte.
Bis 1945 gehörte Obernhagen zusammen mit Niederhagen zum Kreis Regenwalde im Regierungsbezirk Stettin, seit 1939 im Regierungsbezirk Köslin  der preußischen Provinz Pommern des Deutschen Reichs.
Gegen Ende des Zweiten Weltkrieges wurde die Region im Frühjahr 1945 von der Roten Armee besetzt. Wenig später wurde Obernhagen mit Niederhagen unter polnische Verwaltung gestellt. Soweit sie nicht geflohen waren, wurden die Bewohner in der darauf folgenden Zeit vertrieben. Obernhagen wurde in Lubień Górny umbenannt.

## Einwohnerzahlen
- 1816: 118[4]
- 1852: 166[5]
- 1871: 166[2]

## Parochie Obernhagen
Bis 1945 waren die Einwohner von Obernhagen mit wenigen Ausnahmen evangelisch. Die Dorfkirche war eine zur Regenwalder Synode gehörige evangelische Mutterkirche, deren Filialen die Dörfer Elvershagen und Dorow waren und in die das Dorf Niederhagen eingepfarrt war. Prediger um 1812 war ein Herr Sperling.

## Söhne und Töchter des Ortes
- Ernst Friedrich Otto von Bonin (1761–1822), preußischer Generalleutnant, zuletzt Inspekteur der Landwehr im Regierungsbezirk Münster